# Джоколо Майстинский
Джоколо Майстинский также известен как Джоколо Даркизанашвили (чечен. Джуокьал; 1818, Пого, Чечня — 14 июля 1855, гора Качос-тави, Грузия) — выходец из чеченского тайпа Майстой, предводитель рода майстинского общества. Основатель селения Джоколо в Панкисском ущелье Грузии. По некоторым данным наиб.

## Биография
Родился Джокола около 1818 года в семье Деркиза в ауле Пого (общество Майста). Уже молодым он выдвинулся в лидеры общества. К 30 своим годам Джокола был самым уважаемым среди майстинцев. Уважение это подкреплялось славой Джоколы как наиболее удачливого предводителя дружин (гӏерий).
Известно, что Джокола был из селения Пуга (чечен. ПхьуагӀа). Когда он подрос, совершал частые набеги на грузинские села, угонял скот, занимался воровством. Затем, повздорив с Шамилем, решил переселиться в Грузию и обратился к князю Левану Чолокашвили с просьбой дать ему убежище. Последний же выделил ему землю, где ныне находится селение Джоколо.
У историка Букураули имеются данные о том, что Джоколо, будучи майстинцем — наибом маистинского общества, обратился к Цискарову с просьбой о содействии ему. Джоколо изъявляет желание служить царю и быть ему верным всю жизнь. Между Цискаровым и Джоколо существовали дружеские отношения, вследствие чего Цискаров ходатайствует перед князем Левоном Чолокашвили о разрешении чеченцам поселиться в Грузии и осуществляет это. Место, где Джоколо.
А. Л. Зиссерман, писал в своей книге «Двадцать пять лет на Кавказе»..:

 18 июля 1848 года не доходя несколько верст до Майста, мы были встречены Джоколой с двумя товарищами, поздравлявшими нас с благополучным прибытием. Джокола — стройный горец, лет тридцати, с блестящими карими глазами и темно-русой бородой, ловкий, полный отваги, протянул мне руку, которую я принял, выразив благодарность за доброе расположение и готовность познакомить меня с его родиной. Часов около двенадцати мы наконец вошли в аул Пого, в дом Джоколы. 

## Образ в культуре и искусстве
- В поэме «Гость и Хозяин» (1893) грузинского поэта Важи-Пшавелы, прототипом главного героя (Джохолы Алхастаидзе) является Джоколо Маистинский[7].